# Frea albescens
Frea albescens är en skalbaggsart som beskrevs av Stefan von Breuning 1961. Frea albescens ingår i släktet Frea och familjen långhorningar.
Artens utbredningsområde är Ghana. Inga underarter finns listade i Catalogue of Life.